# Wincenty Jankowski
Wincenty Jankowski (ur. 3 maja 1925 w Hucie, zm. 14 czerwca 2003) – oficer Ludowego Wojska Polskiego.
Członek Zarządu Oddziału Związku Inwalidów Wojennych RP w Łobzie. Inwalida wojenny I grupy. Kawaler Orderu Virtuti Militari.

## Okres wojny
W 1944 roku został wcielony do 6 kompanii strzeleckiej 26 pułku piechoty. W czasie walk został ranny. Po wyleczeniu został przeniesiony do żandarmerii. W 1946 roku, w stopniu kaprala, brał udział w walkach z oddziałami UPA w Bieszczadach. Tu po raz drugi został ciężko ranny. Za walki otrzymał stopień plutonowego. 16 grudnia 1946 roku zwolniony do rezerwy.

## Okres powojenny

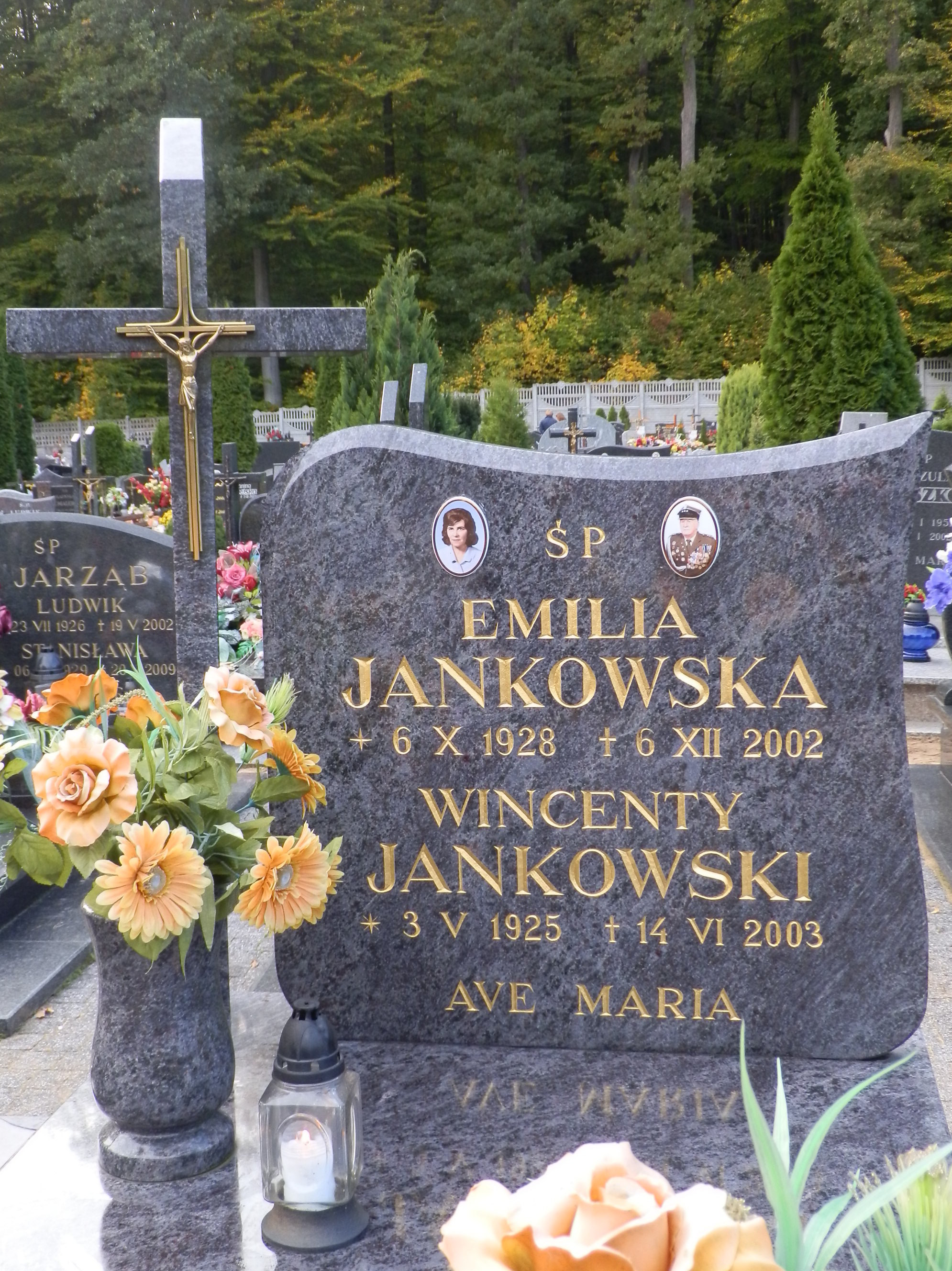
Nagrobek Wincentego Jankowskiego na cmentarzu w Łobzie

Po przeniesieniu do rezerwy wyjechał na Ziemie Odzyskane i osiadł w Łobzie. Początkowo pracował w miejscowej mleczarni, a następnie jako klasyfikator w Centrali Mięsnej. Po likwidacji etatu zatrudnił się w Pogotowiu Ratunkowym jako sanitariusz. Wybrany do Rady Narodowej, był radnym przez trzy kadencje. Przez dwie kadencje pracował w Samorządzie Mieszkańców. Jednocześnie działał w Lidze Obrony Kraju. W wyborach na ławników sądowych został wybrany na ławnika Sądu Rejonowego w Łobzie i pełnił tę funkcję przez trzy kadencje.
Był jednym z organizatorów Związku Inwalidów Wojennych w Łobzie. Pełnił też obowiązki wiceprezesa Zarządu Oddziału ZiW. Jako kombatant spotykał się z młodzieżą szkolną i prowadził pogadanki.

## Ordery i odznaczenia
Pierwotny wykaz orderów i odznaczeń podano za: Tadeusz Zwilnian-Grabowski: Ocaleni w pamięci. s. 105.
- Krzyż Srebrny Orderu Virtuti Militari
- Krzyż Kawalerski Orderu Odrodzenia Polski
- Medal Zwycięstwa i Wolności
- Medal za Odrę, Nysę, Bałtyk
- Medal „Za udział w walkach o Berlin”
- Srebrny Medal Zasłużonym na Polu Chwały
- Złoty Krzyż Zasługi
- Srebrny Krzyż Zasługi
- Brązowy Krzyż Zasługi
- Odznaka Gryfa Pomorskiego
- Złota i srebrna odznaka ZIW

## Awanse
- kapral – 1946
- plutonowy – 1946
- podporucznik – 1999
- porucznik – 2001